# Muizon
Muizon est une commune française située dans le département de la Marne, en région Grand Est.

## Géographie

### Localisation

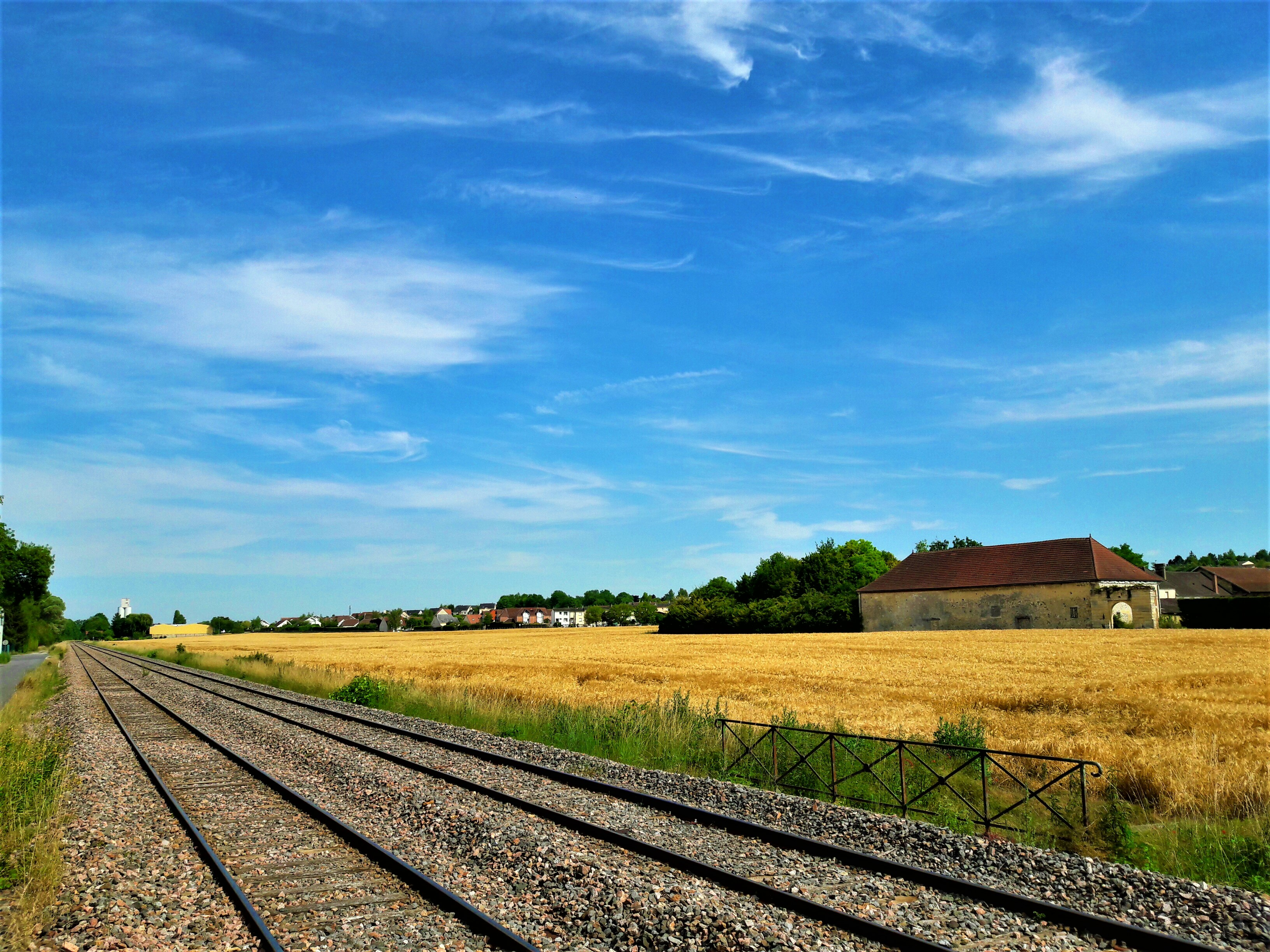
Paysage de la vallée de la Vesle, à la gare de Muizon.

Muizon se trouve au nord-ouest du département de la Marne, en région Grand Est. La commune appartient à la région agricole du Tardenois.
La commune de Muizon s'étend sur une superficie de 715 hectares. Sur son territoire, situé dans la vallée de la Vesle, l'altitude varie de 67 à 111 mètres. Le relief s'élève progressivement depuis la Vesle, qui délimite le territoire communal au nord, vers le sud en direction des sommets les Hauts Balais (102 m) au sud-ouest, Vallière (118 m) à Rosnay au sud, et la Haute Borne (112 m) au sud-est à la limite avec Gueux.
Par la route, Muizon se situe à 59 km de Châlons-en-Champagne, préfecture du département, à 12 km de Reims, sous-préfecture, et à 17 km de Fismes, bureau centralisateur du canton de Fismes-Montagne de Reims dont dépend Muizon depuis 2015. La commune fait en outre partie du bassin de vie de Reims.
Muizon est limitrophe de 7 communes :
| Prouilly             | Trigny | Châlons-sur-Vesle |
|                      | Muizon | Thillois          |
| Courcelles-Sapicourt | Rosnay | Gueux             |

### Hydrographie

#### Réseau hydrographique
La commune est dans la région hydrographique « la Seine du confluent de l'Oise (inclus) à l'embouchure » au sein du bassin Seine-Normandie. Elle est drainée par la Vesle et la Fosse,.
La Vesle, d'une longueur de 139 km, prend sa source dans la commune de Somme-Vesle et se jette  dans l'Aisne à Ciry-Salsogne, après avoir traversé 52 communes. Les caractéristiques hydrologiques de la Vesle sont données par la station hydrologique située sur la commune de Muizon. Le débit moyen mensuel est de 4,33 m3/s. Le débit moyen journalier maximum est de 20,7 m3/s, atteint lors de la crue du 25 décembre 2013. Le débit instantané maximal est quant à lui de 26,5 m3/s, atteint le même jour.
Deux plans d'eau complètent le réseau hydrographique : le plan d'eau de Muizon-Gare (0,8 ha) et le plan d'eau de Naue-Ru (0,6 ha),.

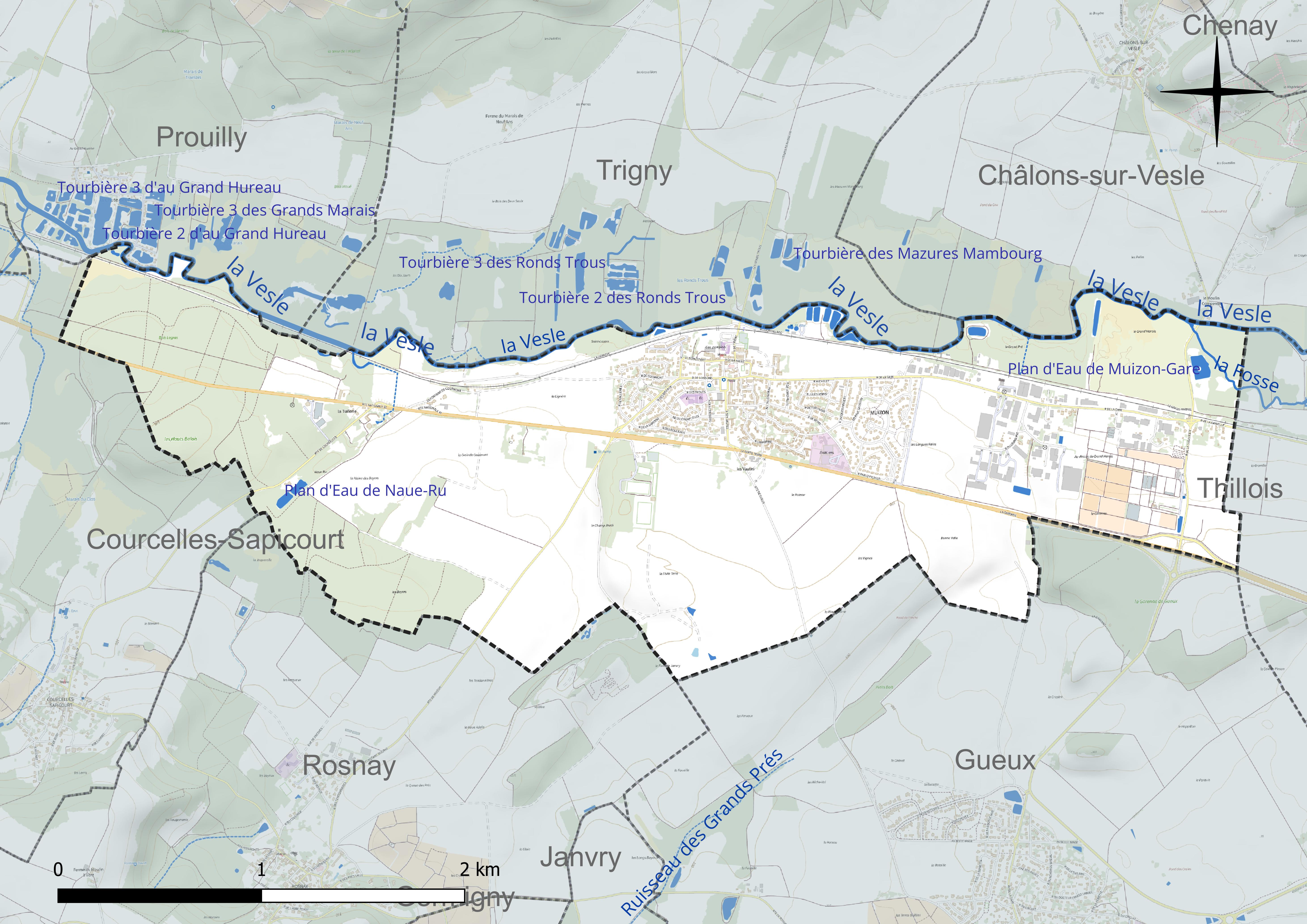
Réseau hydrographique de Muizon.

#### Gestion et qualité des eaux
Le territoire communal est couvert par le schéma d'aménagement et de gestion des eaux (SAGE) « Aisne Vesle Suippe ». Ce document de planification, dont le territoire s’étend sur 3 096 km2 répartis sur trois départements (Aisne, Marne et Ardennes) et deux régions (Champagne-Ardenne et Picardie), a été approuvé le 16 décembre 2013. La structure porteuse de l'élaboration et de la mise en œuvre est le Syndicat d’aménagement des bassins Aisne Vesle Suippe (SIABAVES).
La qualité des cours d’eau peut être consultée sur un site dédié géré par les agences de l’eau et l’Agence française pour la biodiversité.

### Climat
Pour des articles plus généraux, voir Climat du Grand Est et Climat de la Marne.
En 2010, le climat de la commune est de type climat océanique dégradé des plaines du Centre et du Nord, selon une étude du Centre national de la recherche scientifique s'appuyant sur une série de données couvrant la période 1971-2000. En 2020, Météo-France publie une typologie des climats de la France métropolitaine dans laquelle la commune est exposée à un climat océanique altéré et est dans la région climatique Nord-est du bassin Parisien, caractérisée par un ensoleillement médiocre, une pluviométrie moyenne régulièrement répartie au cours de l’année et un hiver froid (3 °C).
Pour la période 1971-2000, la température annuelle moyenne est de 10,4 °C, avec une amplitude thermique annuelle de 15,6 °C. Le cumul annuel moyen de précipitations est de 709 mm, avec 11,2 jours de précipitations en janvier et 8,3 jours en juillet. Pour la période 1991-2020, la température moyenne annuelle observée sur la station météorologique de Météo-France la plus proche, « Chambrecy-Civc », sur la commune de Chambrecy à 11 km à vol d'oiseau, est de 10,7 °C et le cumul annuel moyen de précipitations est de 734,0 mm. 
La température maximale relevée sur cette station est de 40,3 °C, atteinte le 25 juillet 2019 ; la température minimale est de −22,1 °C, atteinte le 17 janvier 1985,,.
Les paramètres climatiques de la commune ont été estimés pour le milieu du siècle (2041-2070) selon différents scénarios d'émission de gaz à effet de serre à partir des nouvelles projections climatiques de référence DRIAS-2020. Ils sont consultables sur un site dédié publié par Météo-France en novembre 2022.

## Urbanisme

### Typologie
Au 1er janvier 2024, Muizon est catégorisée bourg rural, selon la nouvelle grille communale de densité à sept niveaux définie par l'Insee en 2022.
Elle appartient à l'unité urbaine de Muizon, une unité urbaine monocommunale constituant une ville isolée,. Par ailleurs la commune fait partie de l'aire d'attraction de Reims, dont elle est une commune de la couronne,. Cette aire, qui regroupe 294 communes, est catégorisée dans les aires de 200 000 à moins de 700 000 habitants,.

### Occupation des sols

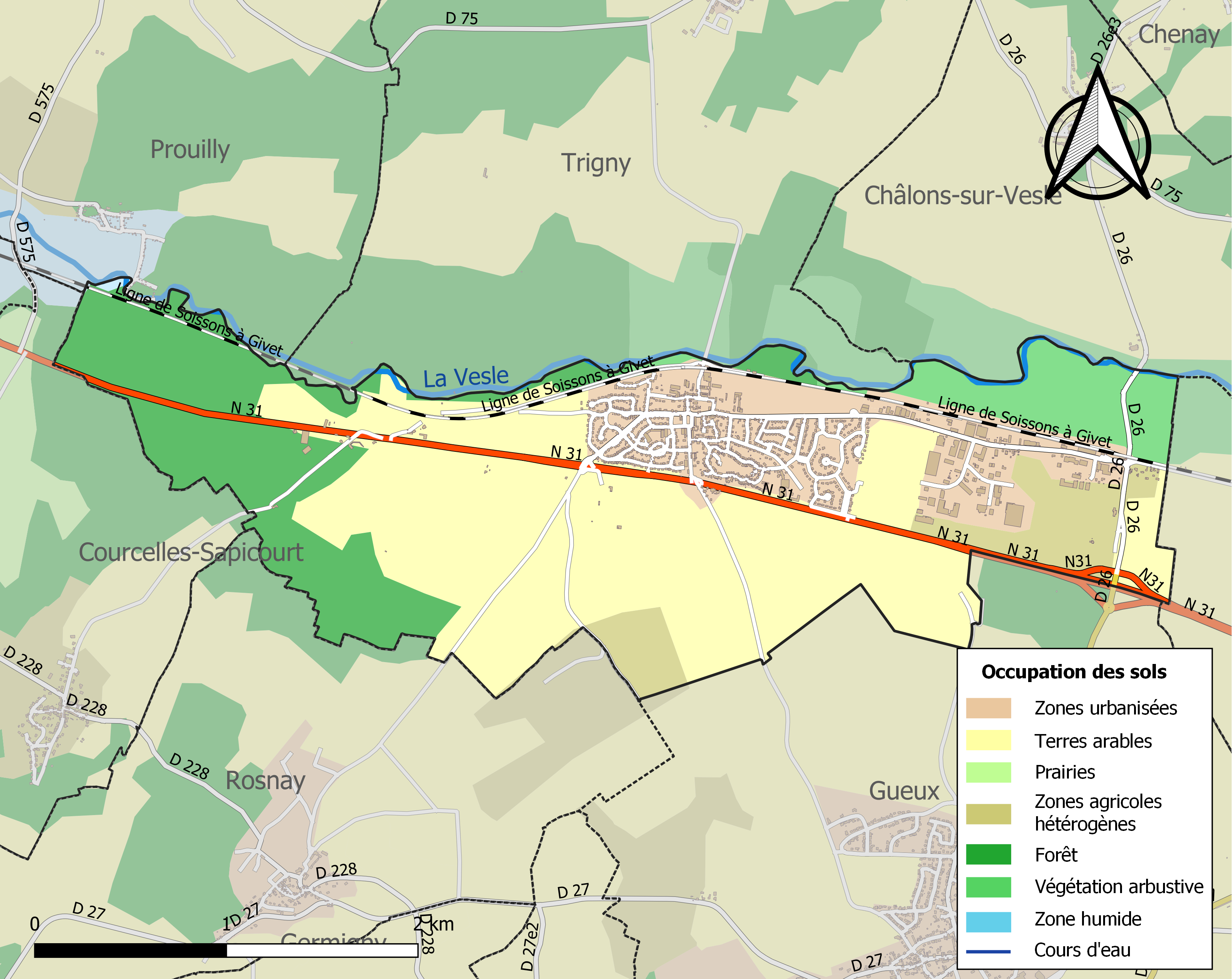
Carte des infrastructures et de l'occupation des sols de la commune en 2018 (CLC).

L'occupation des sols de la commune, telle qu'elle ressort de la base de données européenne d’occupation biophysique des sols Corine Land Cover (CLC), est marquée par l'importance des territoires agricoles (53,8 % en 2018), en diminution par rapport à 1990 (59,9 %). La répartition détaillée en 2018 est la suivante :
terres arables (46,6 %), forêts (20,7 %), zones urbanisées (11,7 %), zones agricoles hétérogènes (7,2 %), milieux à végétation arbustive et/ou herbacée (7,2 %), zones industrielles ou commerciales et réseaux de communication (6,4 %), zones humides intérieures (0,1 %). L'évolution de l’occupation des sols de la commune et de ses infrastructures peut être observée sur les différentes représentations cartographiques du territoire : la carte de Cassini (XVIIIe siècle), la carte d'état-major (1820-1866) et les cartes ou photos aériennes de l'IGN pour la période actuelle (1950 à aujourd'hui).

### Habitat et logement
En 2020, le nombre total de logements dans la commune était de 927, alors qu'il était de 892 en 2015 et de 887 en 2010.
Parmi ces logements, 95,9 % étaient des résidences principales, 0,3 % des résidences secondaires et 3,8 % des logements vacants. Ces logements étaient pour 92,3 % d'entre eux des maisons individuelles et pour 7,4 % des appartements.
Le tableau ci-dessous présente la typologie des logements à Muizon en 2020 en comparaison avec celle de la Marne et de la France entière. Une caractéristique marquante du parc de logements est ainsi une proportion de résidences secondaires et logements occasionnels (0,3 %) inférieure à celle du département (3,1 %) et à celle de la France entière (9,7 %). Concernant le statut d'occupation de ces logements, 70,4 % des habitants de la commune sont propriétaires de leur logement (69,8 % en 2015), contre 51,8 % pour la Marne et 57,5 pour la France entière.
| Typologie                                               | Muizon | Marne | France entière |
| ------------------------------------------------------- | ------ | ----- | -------------- |
| Résidences principales (en %)                           | 95,9   | 87,7  | 82,1           |
| Résidences secondaires et logements occasionnels (en %) | 0,3    | 3,1   | 9,7            |
| Logements vacants (en %)                                | 3,8    | 9,2   | 8,2            |

### Transports

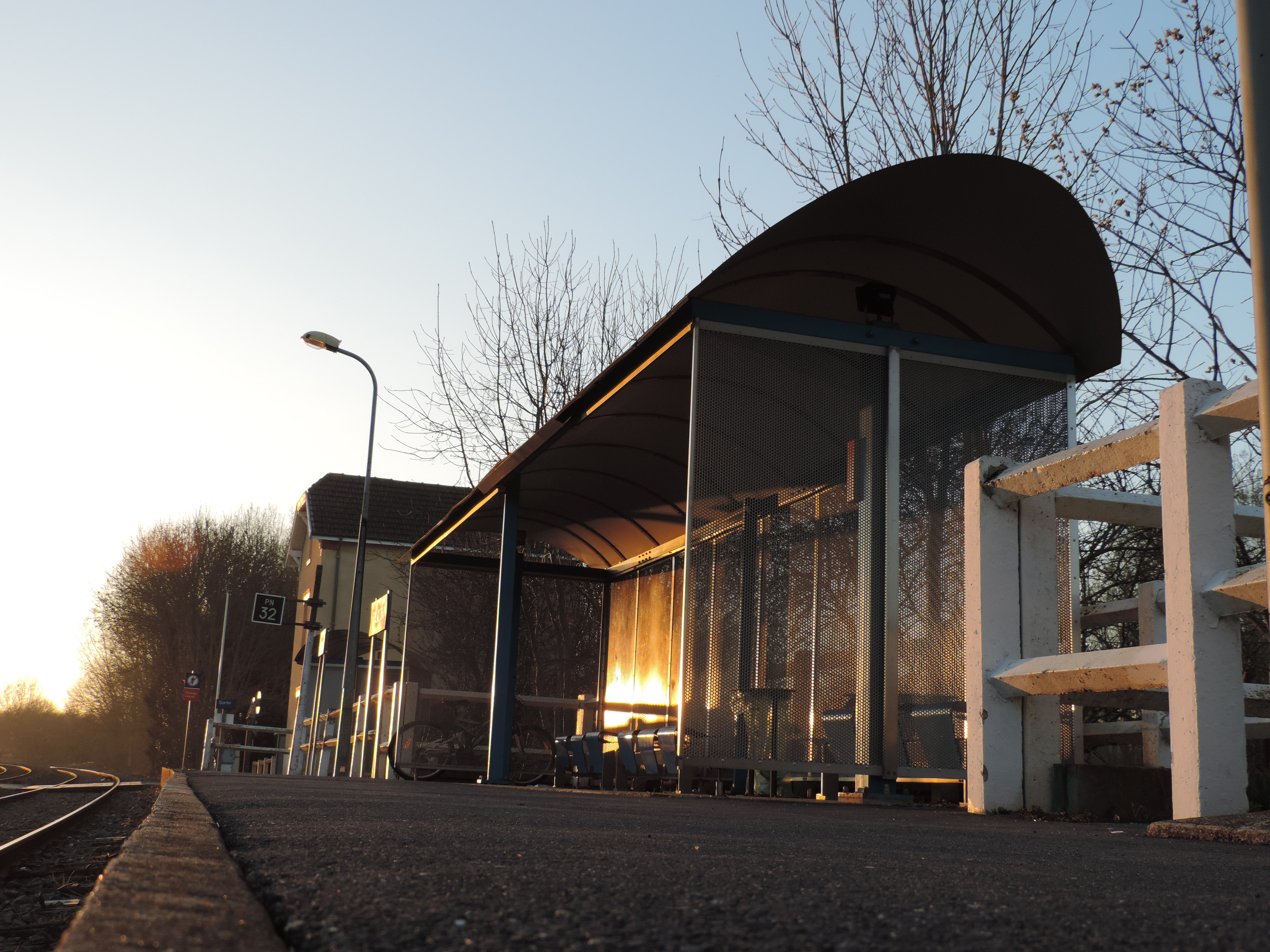
La gare.

Muizon est située  est sur l'ancienne voie romaine qui allait de Reims à Paris (Durocortorum à Lutèce). Elle est aujourd'hui desservie par la route nationale 31.
La gare de Muizon, située sur la ligne de Soissons à Givet est desservie par les trains des réseaux TER Grand Est, qui effectuent des missions entre les gares de Fismes et de Reims

## Toponymie
D'après Auguste Longnon.
- Mutalio, Mutationes, vers 850 (Polyptyque de Saint-Remi).
- Villa que Muisons nominatur, 1216 (cartulaire B du chapitre de Reims).
- Muison, 1217 (ibid.).
- Mouisons, 1220 (arch. adm. de Reims).
- Muysons, 1221 (cart. de l'Abbaye Notre-Dame d'Igny).
- Muyson, 1222 (ibid.).
- Moisons, 1223 (Abbaye Saint-Basle de Verzy).
- Maison, 1240 (cart. de l'Abbaye de Saint-Thierry).
- Mussons, 1256 (chap. de Reims).
- Mouison, 1300 (Igny, suppl. Muizon).
- Moinson, 1354 (arch. adm. de Reims).
- Mouyson, 1451 (St Denis de Reims, 1. Vantelay).
- Muyson-sur-Vesle, 1500 (St Basle).

Mutationes vers 850, pluriel du latin mutatio(n) « relais de poste » (relai où l'on change les chevaux).

## Histoire

### Moyen Âge
La localité est créée pendant le VIIe siècle, aux alentours de l'an 633
Au XIIIe siècle, la seigneurie de Muizon est tenue par Baudouin de Rains en 1216. Le terroir de Muizon comporte à l'époque environ 600 hectares, dont la moitié environ appartient à la seigneurie de Muizon. Plus tard on trouve Baudouin de Vandières, seigneur de Muizon de 1326 à 1353 environ, il est aussi sire de Gueux.

### Temps modernes

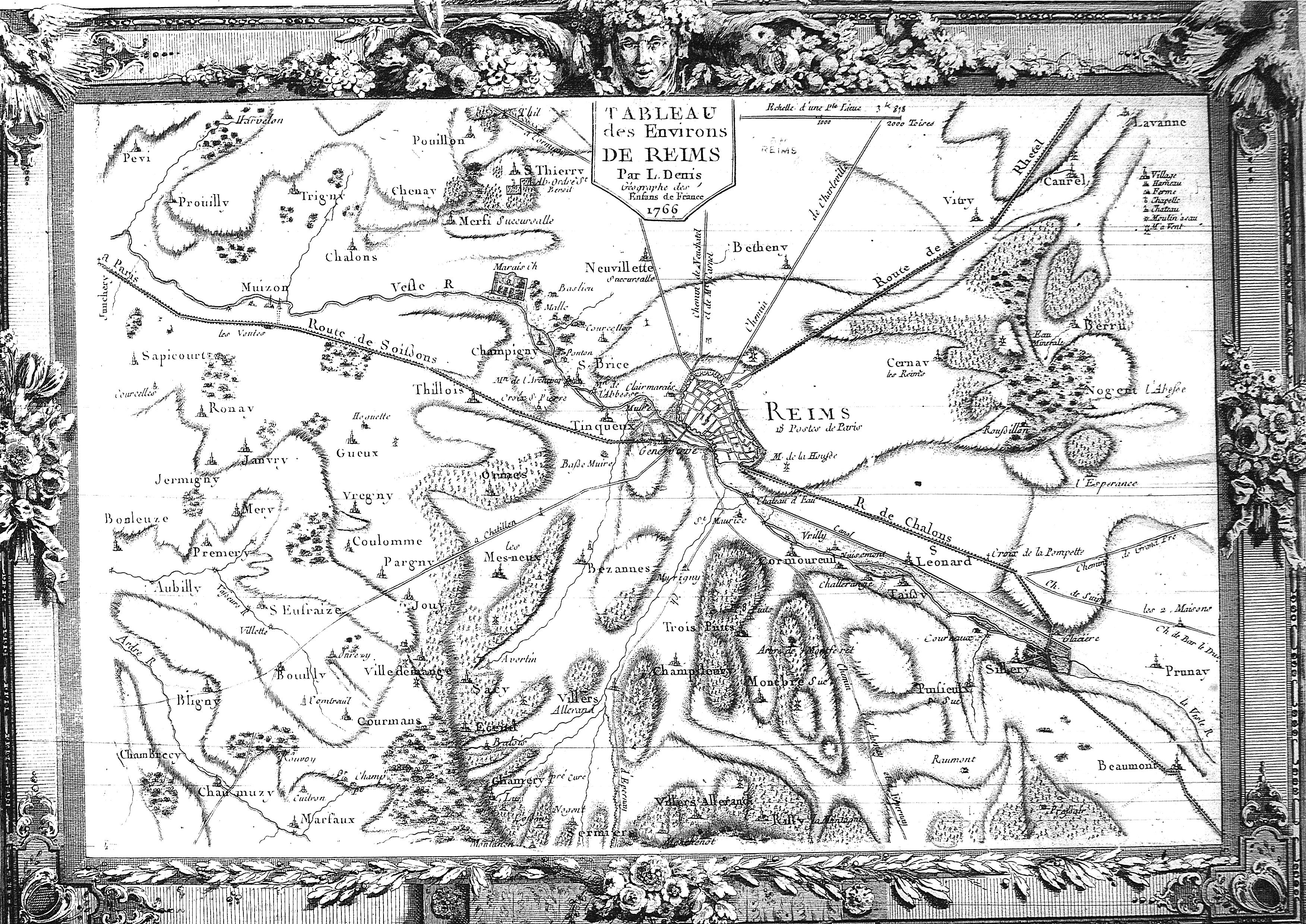
Carte des environs de Reims en 1766.

Au début du XVIe siècle, la seigneurie de Muizon passe à la famille Cauchon. Devenu seigneur de Muizon, Remy Cauchon reconstruit le château qui subsiste jusqu'en 1944. On y voyait près de l'entrée le blason de sa famille : de gueules au griffon d'or ailé d'argent.
Durant la Fronde, le duc de Lorraine est passé par Muizon.
Le château, les murs et une partie des bâtiments de la ferme composaient un vaste ensemble carré entouré de toutes parts par des douves alimentées par les eaux de la Vesle. C’est une exigence impérative qui avait fait établir la première maison forte dans ces bas-fonds, peu salubres à l’époque, bien adaptés aux nécessités d’une région de tout temps traversée par les invasions et régulièrement ravagée par les armées de tous les pays. Le château a été modernisé en 1659.
À la fin du XVIIIe, Charles-Louis Jourdain (1715-1779) conseiller du roi, receveur général des rentes de l'Hôtel de Ville de Paris, devint seigneur de Muizon. La famille Jourdain de Muizon conserva le château jusqu'à sa destruction en 1944.
Avant la Révolution de 1789,  Muizon fait partie de l'élection de Reims et est régi par la coutume de Vitry. Son église paroissiale dépend du diocèse de Reims, doyenné de Fismes, et est consacrée à saint Symphorien ; le supérieur du séminaire de Reims présentait à la cure (droit de patronage, de présentation à l’évêque et de nomination d'un desservant aux églises ou cures (paroisses)) où il percevait les grosses dîmes.

### Époque contemporaine
La gare de Muizon est inaugurée le 16 avril 1862 par la Compagnie des chemins de fer des Ardennes lors de la mise en service de la section de Soissons à Reims de la ligne de Soissons à Givet, facilitant les déplacements des habitants et le transport des marchandises.

Muizon au tout début du XXe siècle
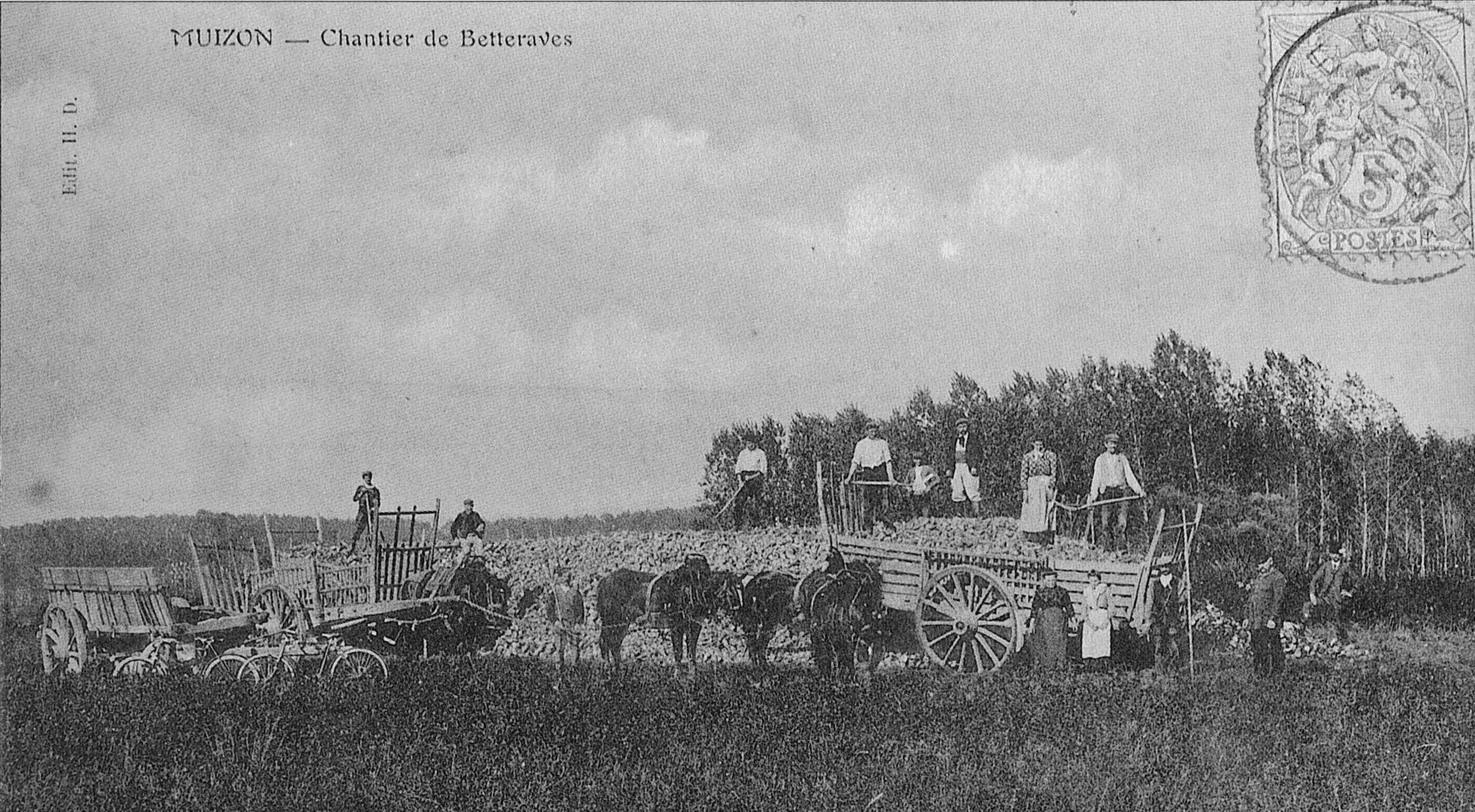
Chantier de betteraves.
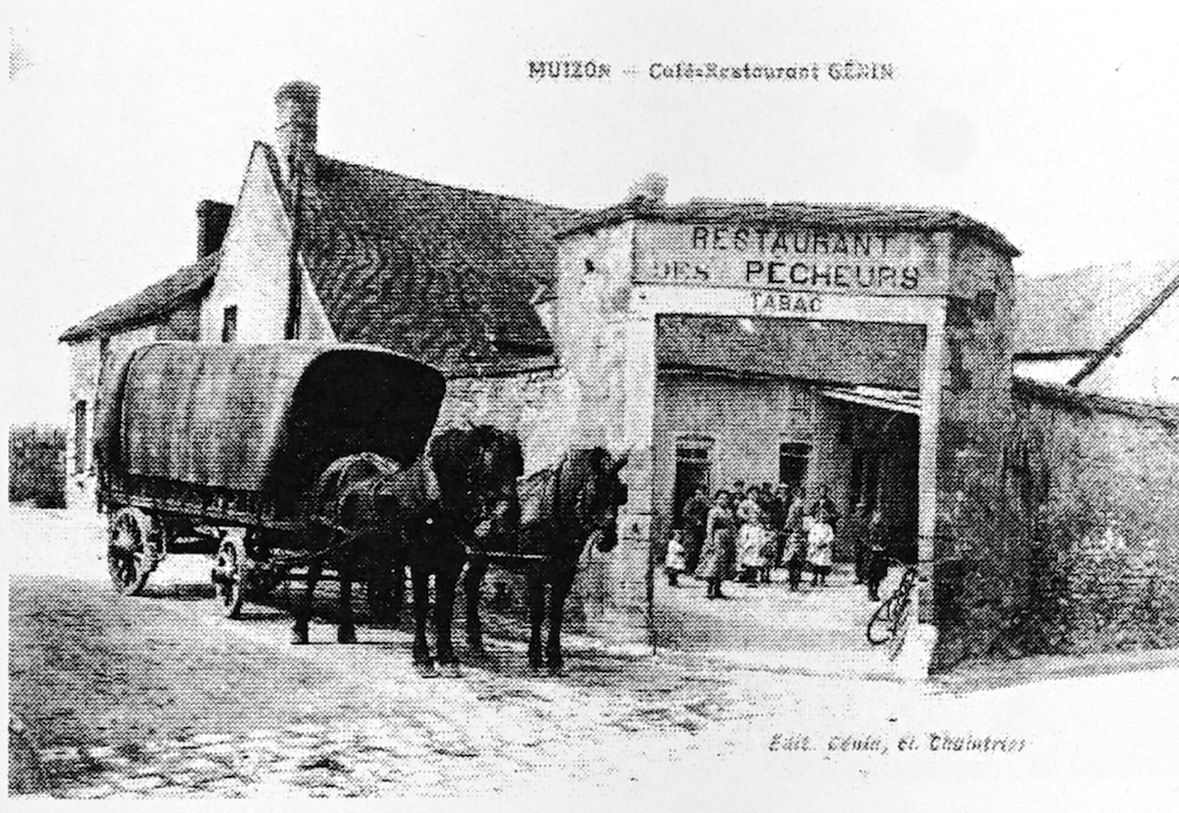
Le café-restaurant Gérin.

Pendant la guerre 1914-1918, les communs du château deviennent une infirmerie et le château sert à loger les officiers des unités qui stationnaient à Muizon.
Le 5 octobre 1914, au-dessus du point de jonction des communes de Jonchery-sur-Vesle, de Prouilly et de Muizon, s'est déroulé le premier combat aérien avec avion abattu de l’histoire mondiale de l’aviation militaire, remporté par le Voisin III du pilote, le sergent Joseph Frantz et du mécanicien, le caporal Louis Quenault contre un Aviatik B.I allemand avec à son bord le pilote le sergent Wilhelm Schlichting et l'observateur, l'oberleutnant Fritz von Zangen, qui reposent au cimetière allemand de Loivre. Ce fait historique a engendré une nouvelle tactique de combat dans les airs qui coutera la vie à un grand nombre de jeunes pilotes,,.
Le bâtiment de la gare est détruit au cours de la Première Guerre mondiale, mais la ligne entre Muizon et Reims est un élément essentiel de l'alimentation du front  et le rapatriement des blessés durant la Première Guerre mondiale grâce aux installations ferroviaires de Muizon  qui permettent les transbordements avec ses kilomètres de quais. Un nouveau bâtiment est ensuite reconstruit

Le château pendant la Guerre
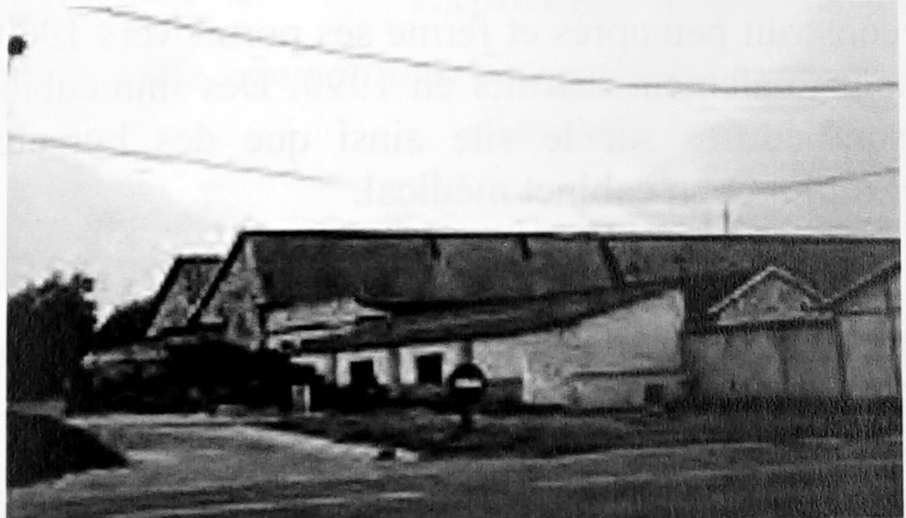
Ambulance américaine devant le château.
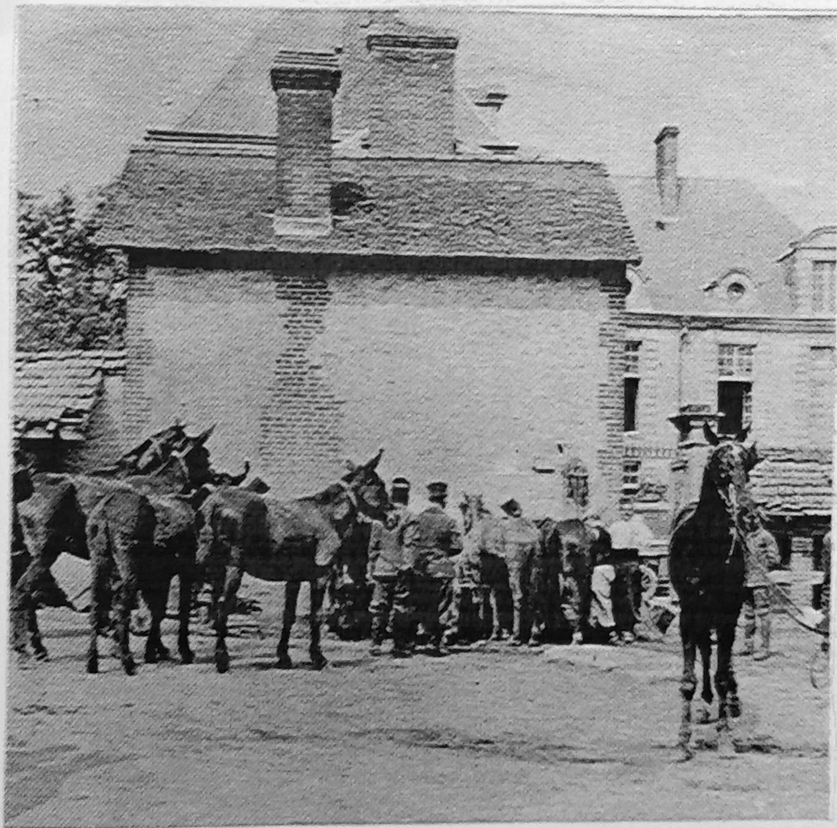
Spahis dans la cour du château.
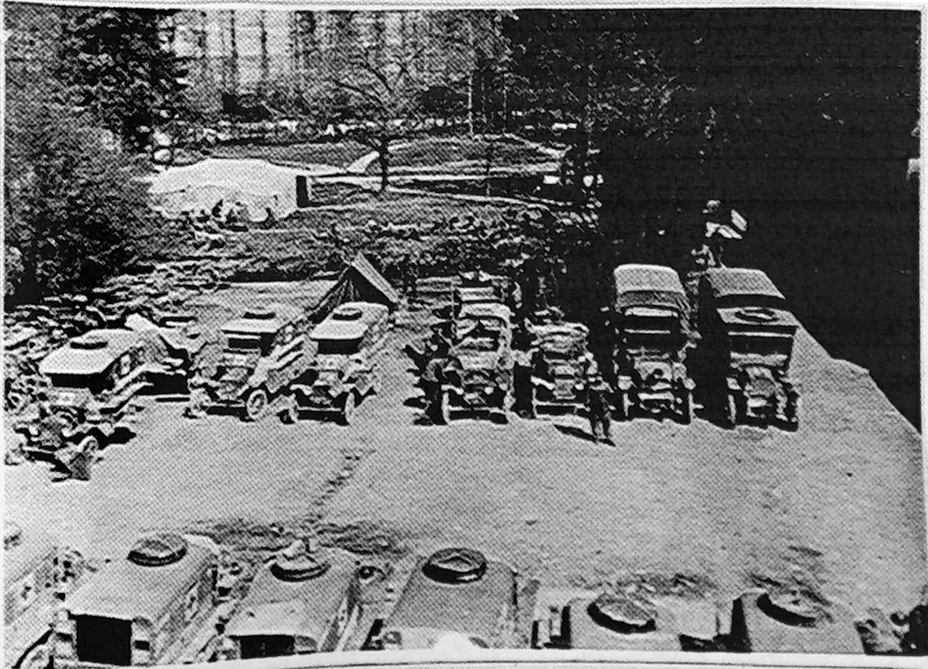
Cour du château en 1917 avec des Russes et des Américains.

Le village est considéré comme détruit à la fin de la guerre et a  été décoré de la Croix de guerre 1914-1918, le 30 mai 2021.

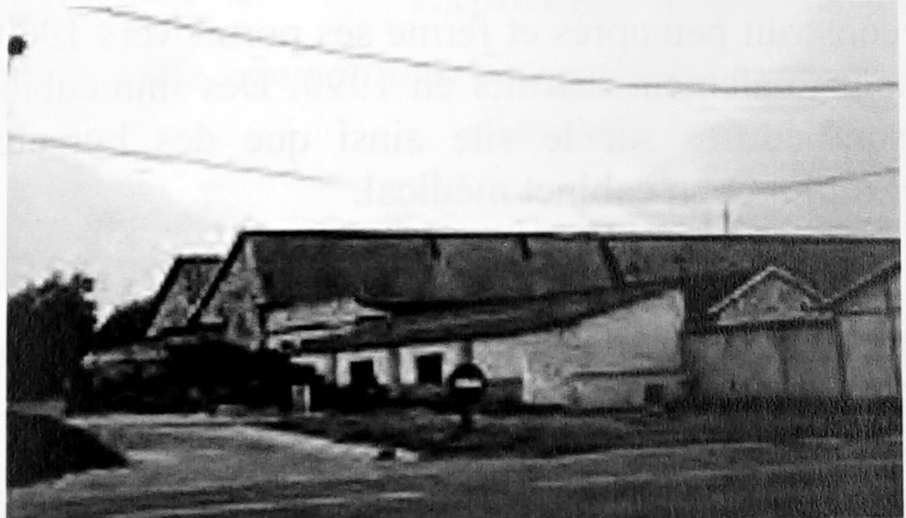
La retorderie.

La filature de laine peignée Retorderie de Muizon, qui deviendra l'usine de caoutchouc Reno, a été inscrite à l'inventaire général du patrimoine culturel. La Retorderie de Muizon fait élever en 1923-1924 une filature de laine peignée avec retorderie de laine, de coton et de soie. En 1928, la société de caoutchouc récupéré Reno s'installe dans l'ancienne filature. Elle cesse son activité après la Seconde Guerre mondiale. Actuellement, l'usine est désaffectée. En 1928, l'usine de récupération de caoutchouc emploie une soixantaine d'ouvriers.
En août 1944, un incendie et une série d'explosions liées au suicide d'un officier de la Wehrmacht détruisent le château où dorment un groupe de soldats allemands. Le château n'a pas été relevé.

## Politique et administration

### Rattachements administratifs et électoraux

#### Rattachements administratifs
La commune se trouve dans l'arrondissement de Reims du département de la Marne.
Elle faisait partie depuis 1801 du canton de Ville-en-Tardenois. Dans le cadre du redécoupage cantonal de 2014 en France, cette circonscription administrative territoriale a disparu, et le canton n'est plus qu'une circonscription électorale.

#### Rattachements électoraux
Pour les élections départementales, la commune fait partie depuis 2014 du canton de Fismes-Montagne de Reims
Pour l'élection des députés, elle fait partie de la deuxième circonscription de la Marne.

### Intercommunalité
Muizon était membre de la communauté de communes Champagne Vesle, un établissement public de coopération intercommunale (EPCI) à fiscalité propre créé fin 2000 et auquel la commune avait transféré un certain nombre de ses compétences, dans les conditions déterminées par le code général des collectivités territoriales.
Dans le cadre des dispositions de la loi portant nouvelle organisation territoriale de la République du 7 août 2015, qui prévoit que les établissements publics de coopération intercommunale (EPCI) à fiscalité propre doivent avoir un minimum de 15 000 habitants, cette intercommunalité a fusionné avec ses voisines  pour former, le 1er janvier 2017, la communauté urbaine dénommée Le Grand Reims, dont est désormais membre la commune.

### Tendances politiques et résultats
Lors du premier tour des élections municipales de 2014 dans la Marne, la liste DVD menée par le maire sortant Germain Renard obtient la majorité absolue des suffrages exprimés, avec 693 voix (63,75 %, 16 conseillers municipaux élus dont 3 communautaires), devançant très largement celle, également DVD, menée par Jacques Bruyères, qui a recueilli 394 voix (36,24 %, 3 conseillers municipaux élus dont 1 communautaire).
Lors de ce scrutin, 33,59 % des électeurs se sont abstenus.
Lors du second tour des élections municipales de 2020 dans la Marne, la liste menée par le maire sortant Germain Renard obtient la majorité des suffrages exprimés, avec 362 voix (44,41 %, 14 conseillers municipaux élus dont 1 communautaire), devançant largement celles menées respectivement par, : 

- Pierre Benoit (291 voix, 35,70 %, 3 conserillers municipaux élus) ; 

- Jacques Bruyères (162 voix, 19,87 %, 2 conseillers municipaux élus) 52,18 % des électeurs se sont abstenus ; 

Lors de ce scrutin marqué par la pandémie de Covid-19 en France, 52,18 % des électeurs se sont abstenus.

### Liste des maires
| Période                                  | Période                       | Identité                         | Étiquette    | Qualité |
| ---------------------------------------- | ----------------------------- | -------------------------------- | ------------ | --- |
| Les données manquantes sont à compléter. |                               |                                  |              | |
|                                          |                               |                                  |              | |
|                                          |                               | Jean-Baptiste Victor Danton      |              | Cultivateur |
| 1815                                     |                               | Jean-Baptiste Jourdain de Muizon |              | Ancien seigneur de Muizon |
|                                          |                               |                                  |              | |
| 1876                                     |                               | M. Boutard                       |              | |
|                                          |                               |                                  |              | |
|                                          | 1re guerre mondiale           | M. Bailliot                      |              | |
|                                          |                               |                                  |              | |
| mai 1953                                 | mars 1989                     | Albert Vecten                    | UDF-CDS      | Agriculteur Sénateur de la Marne (1983 → 2001) Conseiller général de Ville-en-Tardenois (1964 → 2004) Président du conseil général de la Marne (1982 → 2003) |
| mars 1989                                | mars 2008                     | Michel Caquot                    | RPR puis UMP | Ingénieur Conseiller général de Ville-en-Tardenois (2004 → 2015) Chevalier de la Légion d'honneur                                                            |
| mars 2008                                | En cours (au 26 février 2024) | Germain Renard                   | UMP → LR     | Retraité Réélu pour le mandat 2020-2026 |

### Jumelages
- Klein-Winternheim (Allemagne) depuis 1981

## Équipements et services publics

### Enseignement
Muizon dispose d'une école maternelle et d'une école primaire. Elle bénéficie aussi d'un restaurant scolaire géré par le MAREL. Elle dispose aussi d'une salle multi-activité à la disposition des écoles.

## Population et société

### Démographie
L'évolution du nombre d'habitants est connue à travers les recensements de la population effectués dans la commune depuis 1793. Pour les communes de moins de 10 000 habitants, une enquête de recensement portant sur toute la population est réalisée tous les cinq ans, les populations de référence des années intermédiaires étant quant à elles estimées par interpolation ou extrapolation. Pour la commune, le premier recensement exhaustif entrant dans le cadre du nouveau dispositif a été réalisé en 2004.

En 2022, la commune comptait 2 072 habitants, en évolution de −5,26 % par rapport à 2016 (Marne : −1,19 %, France hors Mayotte : +2,11 %).
| 1793 | 1800 | 1806 | 1821 | 1831 | 1836 | 1841 | 1846 | 1851 |
| ---- | ---- | ---- | ---- | ---- | ---- | ---- | ---- | ---- |
| 145  | 135  | 146  | 145  | 143  | 165  | 223  | 225  | 252  |

| 1856 | 1861 | 1866 | 1872 | 1876 | 1881 | 1886 | 1891 | 1896 |
| ---- | ---- | ---- | ---- | ---- | ---- | ---- | ---- | ---- |
| 299  | 278  | 297  | 285  | 254  | 243  | 252  | 252  | 264  |

| 1901 | 1906 | 1911 | 1921 | 1926 | 1931 | 1936 | 1946 | 1954 |
| ---- | ---- | ---- | ---- | ---- | ---- | ---- | ---- | ---- |
| 256  | 282  | 261  | 265  | 293  | 256  | 284  | 286  | 318  |

| 1962 | 1968 | 1975  | 1982  | 1990  | 1999  | 2004  | 2006  | 2009  |
| ---- | ---- | ----- | ----- | ----- | ----- | ----- | ----- | ----- |
| 327  | 480  | 1 031 | 2 243 | 2 255 | 2 346 | 2 333 | 2 313 | 2 215 |

| 2014  | 2019  | 2022  | - | - | - | - | - | - |
| ----- | ----- | ----- | - | - | - | - | - | - |
| 2 154 | 2 119 | 2 072 | - | - | - | - | - | - |

Au dernier recensement de 2022, la commune comptait 2 072 habitants, la population ayant tendance à se stabiliser

### Sports et loisirs
La commune est dotée d'un stand de tir, d'un dojo, d’un boulodrome couvert, d’un d'un court de tennis couvert et d'un parc multi-sport (Le Champs Jeudi) comportant plusieurs courts de tennis, des terrains de football, un parcours de santé en forêt ainsi qu'un gymnase.

### Vie associative
- Le FJEP est l'association la plus importante de Muizon. De nombreuses activités sont proposées : badminton, danse, futsal, gym, karaté, judo, tir, trampoline, volley-ball, dessin, patchwork, photo-numérique. Le FJEP met a disposition un local pour les jeunes. Le M.A.R.E.L (Muizon-Accueil-Restauration-Espace-Loisir) (anciennement OMASEM) organise pendant des vacances de nombreuses activités sportives.
- L'Étoile sportive muizonnaise créée en 1960 est la plus ancienne association sportive de la commune[45].
- La Veslardanne. La chorale créée en 1970 par Jean Claude Staudt établit son siège à Muizon en 1994[46].
- Comité de jumelage Muizon / Klein Winternheim (Allemagne)
- « Les Foulées muizonnaises » est un club de joggeurs créé au début des années 1990 et qui pratique la course à pied sous ses diverses formes.
- l'APE (association des parents d'élèves de Muizon) organise plusieurs activités au fil de l’année exemple : fête des enfants, Fiest’APE, soirée ensemble (jeux de société) et plein d'autres activités…

### Cultes
La commune de Muizon faisait partie dans les années 1950 d'une paroisse catholique liée à Châlons-sur-Vesle et Trigny. La paroisse devint autonome. La commune fait partie du secteur « Entre Vesle et Ardre » qui regroupe 10 communes et le presbytère est à Villedommange.

## Économie
L'économie locale a longtemps été agricole avant que le chemin de fer ne vienne s'y arrêter. La Vesle permettait aussi de fournir la force motrice au moulin.
Les emprises initiales abandonnées de la gare permettent dans les années 1970 la création d'une première zone d'activités.
C'est à Muizon que les Compagnons du Devoir et du Tour de France vont construire leur maison régionale imaginée par l'architecte rémois Bernard Fouqueray.

## Culture locale et patrimoine

### Lieux et monuments
- L'église actuelle est un édifice dont certains éléments appartiennent au XIIIe siècle. Elle comprend une nef flanquée de bas-côtés, précédée d'un narthex, un transept et un chœur voûte en cul-de-four. Le clocher s'élève à la croisée du transept vraisemblablement conçu à l'origine pour comporter une tour couverte en bâtière, il n'est plus constitué que par un clocher-mur (rare dans la région) qui surmonte le pignon séparatif entre la nef et le transept. 
Fortement endommagée en 1918, l'église a été restaurée plusieurs fois.

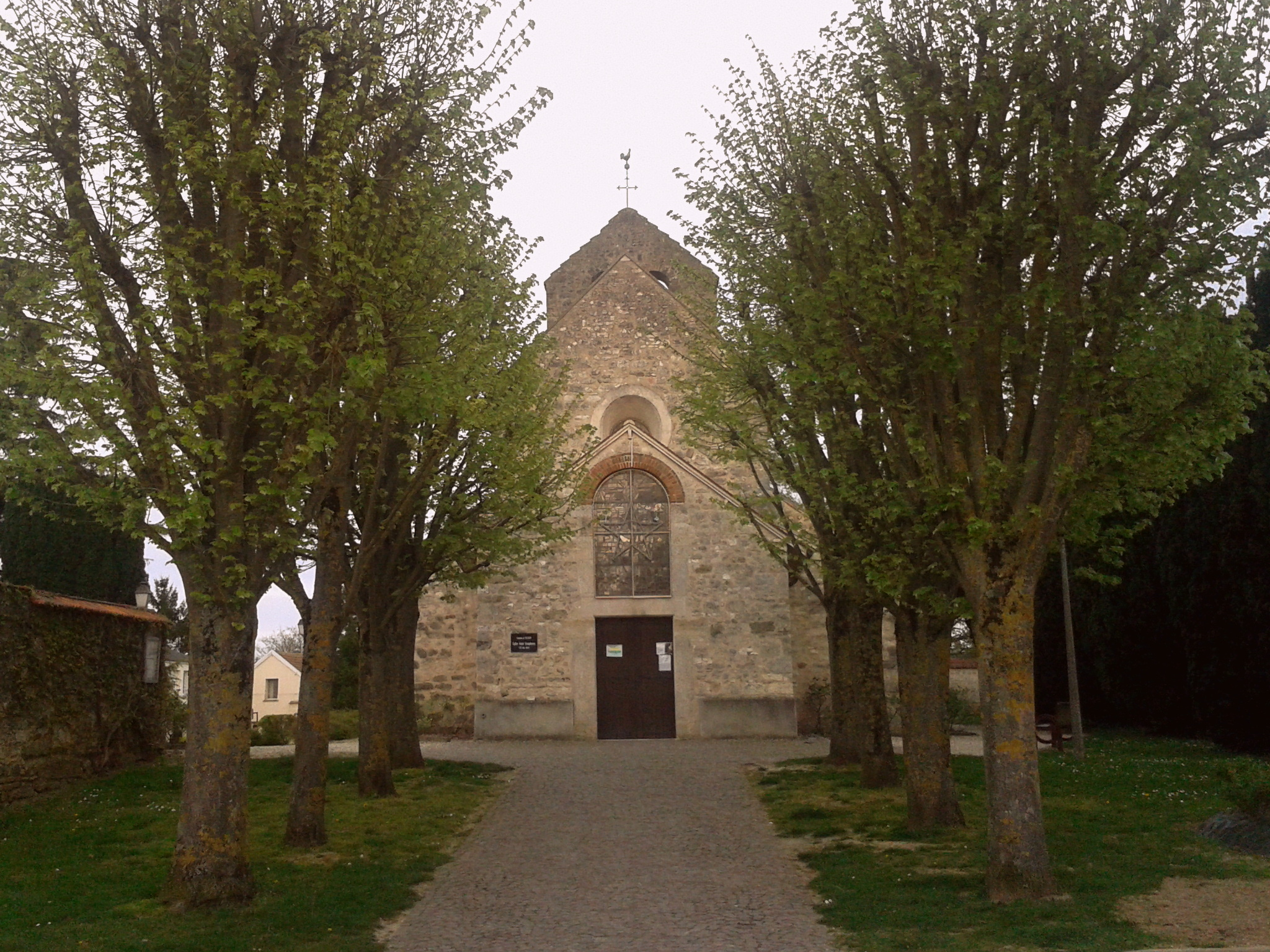
Église de Muizon.
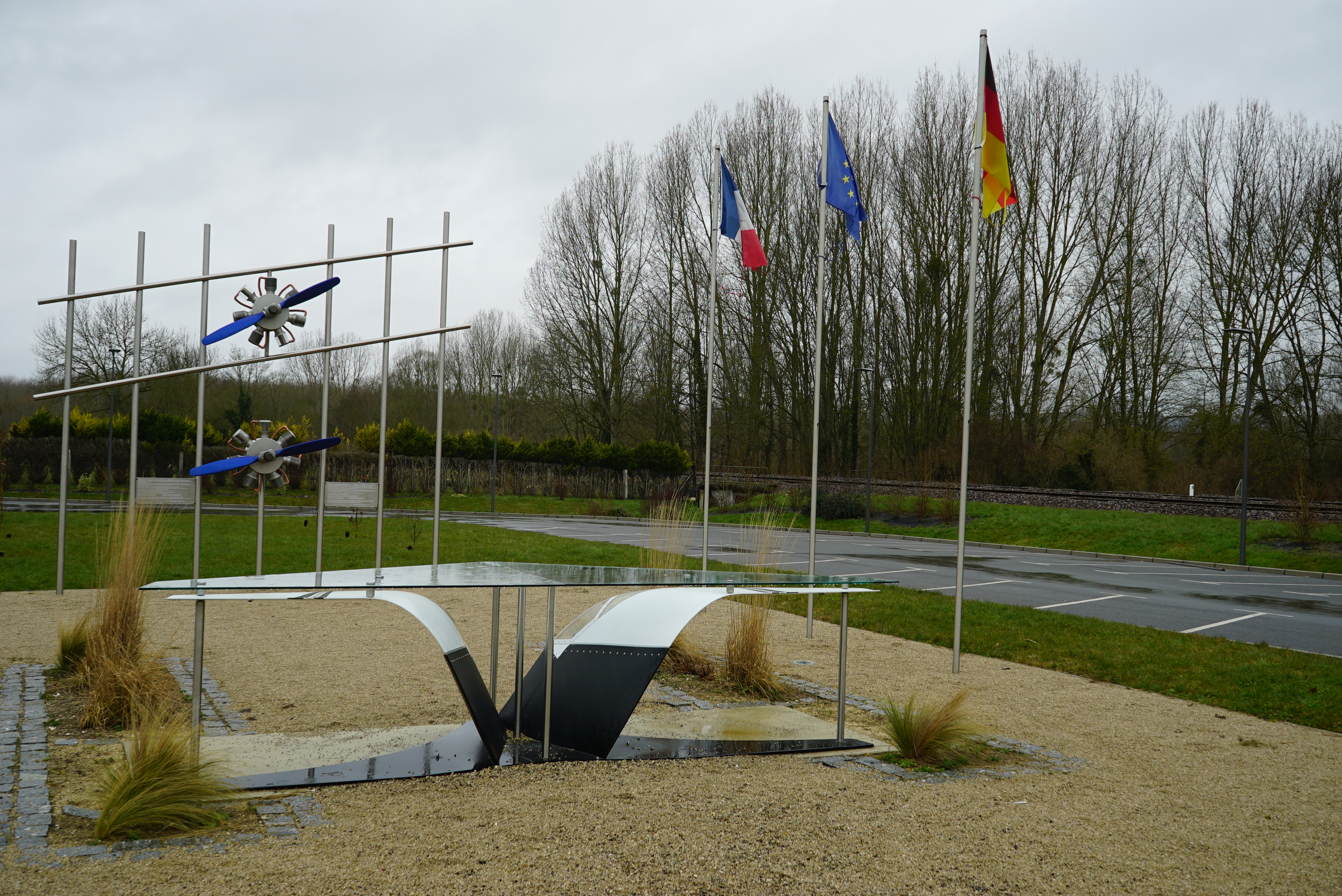
Mémorial à la première bataille aérienne.

### Héraldique
| Blason à dessiner | Blason  | Taillé : au premier de sinople à l'usine surmontée d'un silo, lui-même surmonté d'un arbre senestré d'une maison, le tout d'argent, au second de gueules au mouton contourné surmonté d'une gerbe de blé, elle-même surmontée d'un annelet, le tout d'or ; à la pointe d'or en barre brochant sur la partition. Ornements extérieursCroix de guerre 1914-1918 : 30 mai 1921. Devise / Cri« Changer pour le mieux » et « villa mutationis » |
| Blason à dessiner | Détails | Le statut officiel du blason reste à déterminer. |

## Pour approfondir